# Mariä Heimsuchung (Reisgang)

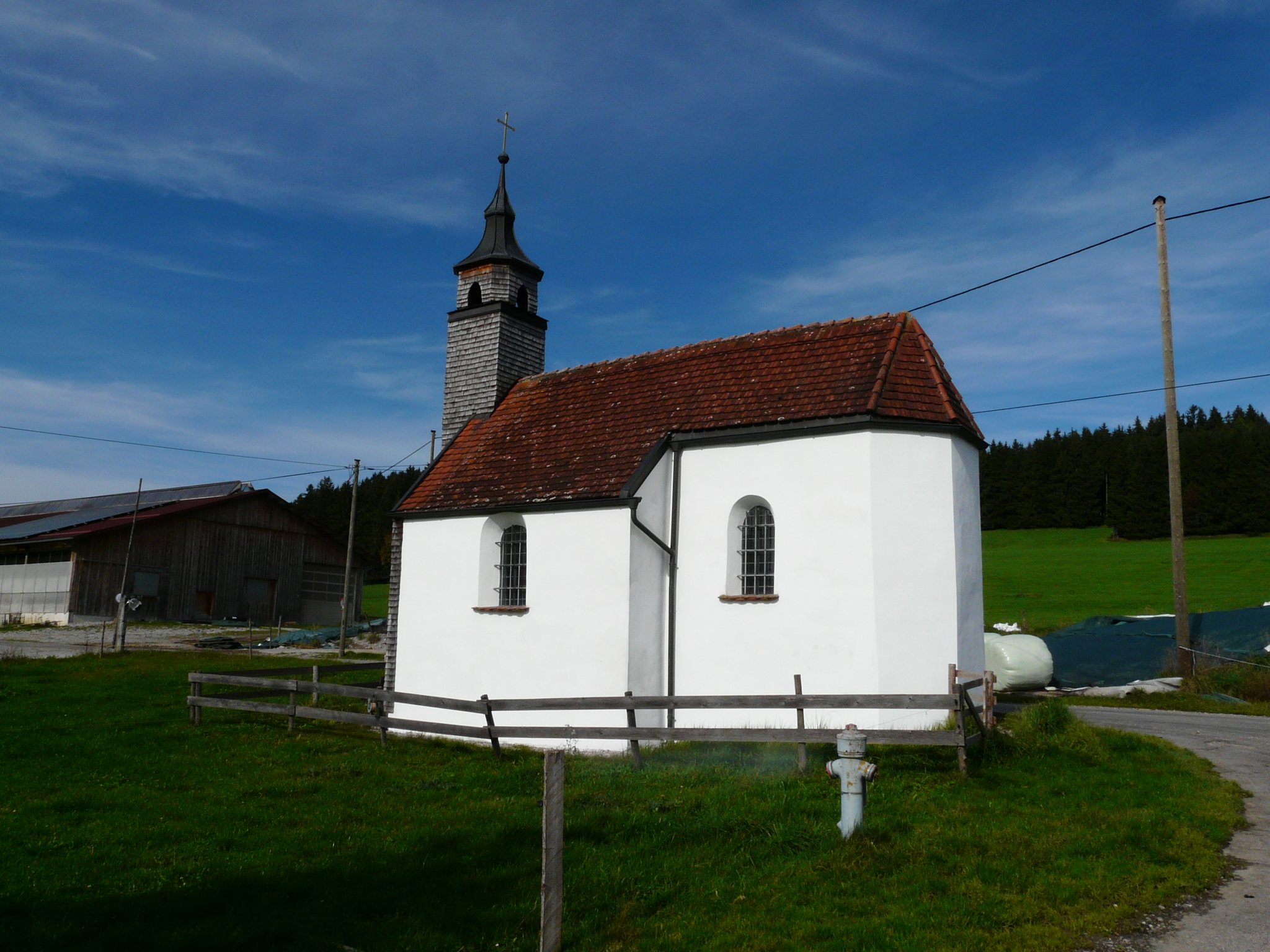
Kapelle Mariä Heimsuchung in Reisgang

Die katholische Kapelle Mariä Heimsuchung in Reisgang, einem Ortsteil der oberbayerischen Gemeinde Bernbeuren im Landkreis Weilheim-Schongau, wurde 1659 erbaut und 1844 erweitert. Die der Mariä Heimsuchung geweihte Kapelle am nordwestlichen Ortsrand neben dem Türkenbach ist ein geschütztes Baudenkmal.
Eine Inschrift an der Predella des Altars besagt, dass Andreas Welz, Leineweber in Reisgang, die Kapelle erbauen ließ.
Der kleine schlichte Putzbau besitzt einen stark eingezogenen polygonalen Chor. Der Westturm mit geschwungener Haube wurde im letzten Viertel des 19. Jahrhunderts angebaut. Das querrechteckige Kirchenschiff ist flach gedeckt. Die Holzdecke im Chor ist mit einem monochromen Tafelbild der Heimsuchung Mariens aus der Zeit um 1659 versehen.
Der von Säulen gerahmte Altar stammt aus der Erbauungszeit, im Mittelteil ist ein Aufbau mit einem Gemälde der Heimsuchung Mariens zwischen Statuen der Apostel angebracht.